# Partido Democrático do Curdistão Iraniano
Partido Democrático do Curdistão Iraniano (em curdo:  Partî Dêmokiratî Kurdistanî Êran, abreviado como PDKI e KDPI) é um partido político curdo no Curdistão iraniano, que visa a obtenção de direitos nacionais aos curdos dentro de uma república federal democrática do Irã.
O partido foi fundado no Irã em 1945 e é membro consultivo da Internacional Socialista.

## Inserção Interna
O sistema político do Irã se baseia em uma teocracia islâmica e em uma democracia parlamentar, de modo que diversas vezes no passado e até atualmente o Partido alcançou grande parte das cadeiras do Parlamento, sendo majoritário mais de 15 vezes. Para conseguir tamanha barganha política, o PDKI coliga-se com diversos outros grupos internamente. Tendo como vantagem as diversas outras identidades nacionais no território iraniano, o partido foi co-fundador do Congresso das Nacionalidades por um Irã Federativo, de modo a se tornarem parceiros estratégicos na luta pelos direitos dessas minorias. Esse grupo se constitui como o principal opositor à teocracia islâmica do Irã, defendendo que o sistema de governo federalista seria fundamental para conciliar o plurinacionalismo no território, concedendo autonomia a esses grupos ainda dentro de um Irã unido, livre e democrático. Ademais, o PDKI é afiliado a outros grupos democráticos no Irã, lutando em prol dos direitos das mulheres, dos estudantes e das crianças iranianas. 